# Белый, Вячеслав Владимирович
Вячеслав Владимирович Белый (1 августа 1945, Термез — 20 мая 2020, Москва) — советский и российский физик, доктор физико-математических наук, лауреат Государственной премии РСФСР (1991, совместно с Ириной Веретенникофф и Юрием Климонтовичем), главный научный сотрудник ИЗМИРАНа, специалист по исследованиям нестационарных явлений в ионосфере радиофизическими методами.

## Биография
Родился 1 августа 1945 года в Термезе. Детство и юность провёл в Ташкенте. В 1962 году переехал в Москву с целью обучения. Окончил физический факультет Московского государственного университета (1969) и его аспирантуру, в 1971 году защитил кандидатскую диссертацию по радиофизике; ученик Юрия Климонтовича. Докторская диссертация — «Явления переноса и кинетические флуктуации в неравновесных системах» (1988).
С 1971 года до последних дней жил в Троицке, работал в ИЗМИРАНее и занимал должность младшего, старшего, ведущего, главного научного сотрудника.
Начиная с 1982 года тесно сотрудничал с Институтом Сольвея Свободного университета Брюсселя, был также внештатным сотрудником физики и плазмы этого университета. Работал с лауреатом нобелевской премии Ильёй Пригожиным, с которым участвовал в научных мероприятиях фонда Treilles (в 1991, 1996 и 2002 годах). В 1992 году сопровождал Пригожина на его встрече с экс-президентом СССР Горбачёвым.

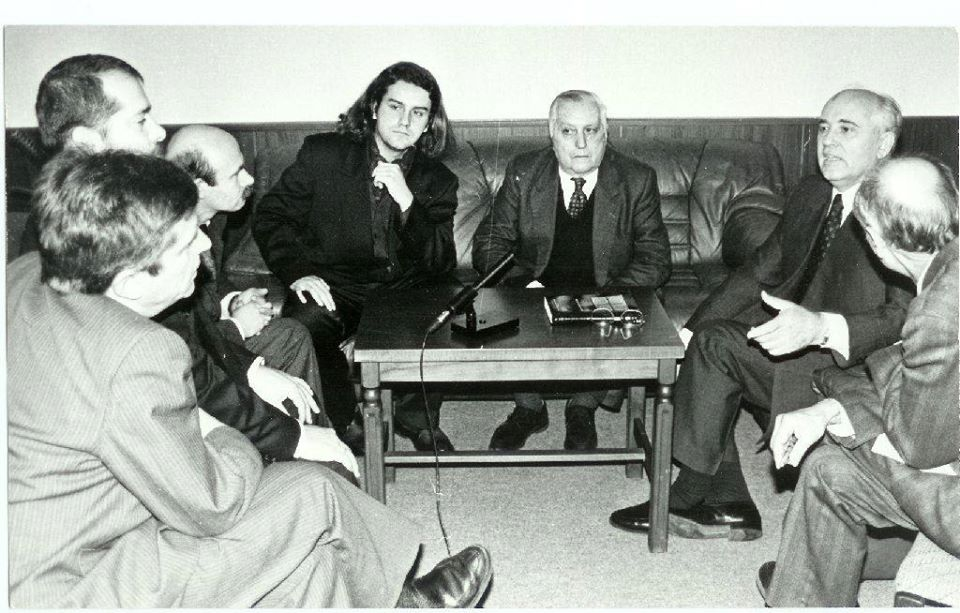
Пригожин и Белый на встрече с Горбачёвым

Скончался 20 мая 2020 года в Москве от последствий коронавирусной инфекции в период пандемии COVID-19.

## Вклад
Основное направление научной деятельности — теоретические исследования нелокальных явлений переноса и флуктуаций в неравновесных системах. Получил ряд важных результатов в области исследований нестационарных явлений в ионосфере радиофизическими методами, в кинетической теории квантовых явлений в плазме, в частности, с учётом обменных взаимодействий для ферми-газов. В последние годы научные интересы были связаны с обобщением флуктуационно-диссипативной теоремы на случай неоднородной плазмы, где удалось получить законченные результаты, опубликованные в том числе в Physical Review Letters, Physical Review, Scientific Reports.
Важные результаты были также получены по методу томсоновского рассеяния, являющегося одним из основных методов диагностики плазмы.
Научные интересы: статистическая физика, кинетическая теория, физика плазмы, радиофизика, физика ионосферы. В частности, получил флуктуационно-диссипационную-дисперсионную теорему для систем с медленно меняющимися параметрами и выведено модельное кинетическое уравнение, свободное от недостатков известных моделей (Б-Г-К[уточнить], Шахова и других)

## Семья
По неподтверждённым данным, семья Белых исходит от Саввы Белого. Отец — Владимир Прокофьевич Белый, уроженец Екатеринослава, участник Великой Отечественной войны, член КПСС, работал в администрации Узбекской ССР. Мать — уроженка центральной России, беженка коллективизации 1929 года.
Жена (с 1972 года) — Людмила Сергеевна Галахматова (род. 1947), биолог и ландшафтный дизайнер. Дочь Анна (род. 1974), сын Андрей (род. 1975), двое внуков. Свояк Андрея Алексеевича Славнова.

## Избранная библиография
- V. V. Belyi Fluctuations out of equilibrium. Philosophical Transactions R. Soc., A 376: 20170383, 2018. DOI:10.1038/s41598-018-25319-6 SREP-16-46572B
- V. V. Belyi Thomson scattering in inhomogeneous plasma: The Role of the Fluctuation-Dissipation Theorem, Scientific Reports — Nature. 8:7946, 2018. DOI:10.1098/RSTA-2017-0383
- V. V. Belyi Theory of Thomson scattering in inhomogeneous plasma, Phys Rev. E97, 053204, 2018. DOI: 10.1103/PhysRevE.97.053204
- V. V. Belyi, Derivation of model kinetic equation, Europhysics Letters, 111, 40011, 2015. DOI: 10.1209/0295-5075/111/40011
- V. V. Belyi On the Model Kinetic Description of Plasma and a Boltzmann gas of Hard Spheres, Journal of Statistical Mechanics: Theory and Experiment, 06, P06001, 2009.
- V. V. Belyi Fluctuation-Dissipation Relation for a Nonlocal Plasma, Phys. Rev. Lett., V. 88, N 25, pp. 255001-4, 2002. DOI: 10.1103/PhysRevLett.88.255001
- В. В. Белый, Ланжевеновские источники в гидродинамических уравнениях многокомпонентной плазмы, ЖЭТФ, Т. 96, № 5, с.1668-1673, 1989; Sov. Phys. JEPT, V. 68, n. 5, p. 963—965, 1989.
- В. В. Белый, И. В. Пайва-Веретенникова, «О модельном описании столкновений частиц в однокомпонентных системах», ТМФ, 62:2 (1985), ; Theoret. and Math. Phys., 62:2 (1985),
- В. В. Белый, «О гидродинамических флуктуациях в неоднородно нагретом газе», ТМФ, 58:3, 421—435, 1984; Theoret. and Math. Phys., 58:3, 275=284, 1984. · DOI:10.1007/BF01018050).
- V. V. Belyi, Yu. L. Klimontovich, On kinetic theory of Brownian motion. Physica A, V. 97, p. 577—588, 1979.
- В. В. Белый, Ю. Л. Климонтович, Кинетические флуктуации в частично ионизованной плазме и химически реагирующих газах, ЖЭТФ, Т.74, № 5, с.1660-1667, 1978; Sov. Phys. JETP, V. 47, n. 5, p. 866—869. 1978.
- В. В. Белый, Ю. Л. Климонтович, «О кинетических уравнениях в электрон-фононной системе», ТМФ, 1:3, 421—429, 1969, ; Theoret. and Math. Phys., 1:3, 320—325, 1969.